# 范霍夫奇点
范霍夫奇点（Van Hove singularity），或范霍夫奇异点，指在晶体的态密度（Density of State，DOS）中出现的一类奇点（不光滑点）。范霍夫奇点处的波矢通常和布里渊区的临界点有关。对于三维晶体，范霍夫奇点以扭折（该处态密度函数不可微）的形式出现。范霍夫奇点的概念最常见的应用是在光学的吸收光譜分析中。此外，即使任意弱的相互作用在范霍夫奇异点都會產生很大的影響。當費米能級達到這些點時，各種响应函數發散。首位提出该奇点的是比利时物理学家莱昂·范霍夫，他于1953年发表的文章分析了在声子的状态密度中出现的奇点。

## 理论
考虑一个有{\displaystyle N}个粒子位置的一维晶格（即原子链），各个位置的间距为{\displaystyle a}，晶格总长{\displaystyle L=Na}。通过采用周期性边界条件可得：
{\displaystyle k={\frac {2\pi }{\lambda }}=n{\frac {2\pi }{L}}}
其中 {\displaystyle \lambda } 是波长，{\displaystyle n} 是一个整数（正整数表示由左朝右传播，负整数表示由右朝左传播）。晶格中波长的最小值等于{\displaystyle 2a}：这对应着波数的最大值 {\displaystyle k_{max}=\pi /a}，以及{\displaystyle |n|}的最大值：{\displaystyle n_{max}=L/2a}。定义态密度 {\displaystyle g(k)dk} 为 {\displaystyle k} 到 {\displaystyle k+dk} 之间驻波的数量：
{\displaystyle g(k)dk=dn={\frac {L}{2\pi }}\,dk}
若推广到三维情况，可得无限深方形阱中的态密度为
{\displaystyle g({\vec {k}})d^{3}k=d^{3}n={\frac {L^{3}}{(2\pi )^{3}}}\,d^{3}k}
其中 {\displaystyle d^{3}k} 为{\displaystyle k}空间的体积微元。对于电子，若考虑其自旋则需要对上式乘以2。通过链式法则，能量空间的态密度可表示为
{\displaystyle dE={\frac {\partial E}{\partial k_{x}}}dk_{x}+{\frac {\partial E}{\partial k_{y}}}dk_{y}+{\frac {\partial E}{\partial k_{z}}}dk_{z}={\vec {\nabla }}E\cdot d{\vec {k}}}
其中{\displaystyle {\vec {\nabla }}}指的是{\displaystyle k}空间中的梯度。
在{\displaystyle k}空间中，对应某特定能量{\displaystyle E}的一系列点构成了等能面；对于{\displaystyle E}取梯度会得到一系列垂直于等能面的矢量。态密度关于能量E的函数为：
{\displaystyle g(E)dE=\iint _{\partial E}g({\vec {k}})\,d^{3}k={\frac {L^{3}}{(2\pi )^{3}}}\iint _{\partial E}dk_{x}\,dk_{y}\,dk_{z}}
其中的积分是对于等能面 {\displaystyle \partial E} 的面积分。通过选定一个新的坐标系 {\displaystyle k'_{x},k'_{y},k'_{z}\,}，我们可以令 {\displaystyle k'_{z}\,} 垂直于等能面（平行于{\displaystyle E}的梯度）。若选定的这个坐标系只是原坐标系的一个旋转，则{\displaystyle k'}空间的空间微元为

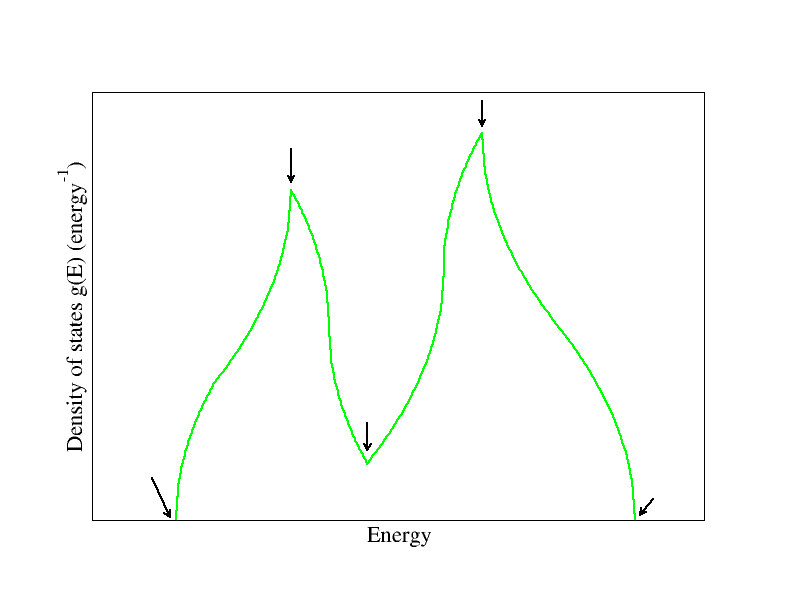
通过数值模拟计算得到的某种三维的固体的态密度 和能量的关系图。范霍夫奇点位于 发散处。

{\displaystyle dk'_{x}\,dk'_{y}\,dk'_{z}=dk_{x}\,dk_{y}\,dk_{z}}
于是{\displaystyle dE}可写作：
{\displaystyle dE=|{\vec {\nabla }}E|\,dk'_{z}}
将其代入g(E)的表达式中可得：
{\displaystyle g(E)={\frac {L^{3}}{(2\pi )^{3}}}\iint {\frac {dk'_{x}\,dk'_{y}}{|{\vec {\nabla }}E|}}}
其中 {\displaystyle dk'_{x}\,dk'_{y}} 为等能面上的面积元。由上述态密度 {\displaystyle g(E)} 的表达式可知，在色散关系 {\displaystyle E({\vec {k}})} 的极值点上，表达式中的积分是发散的。范霍夫奇点指的就是{\displaystyle k}空间中态密度函数上的这些点。
进一步的分析表明三维空间中存在着四类范霍夫奇点。这取决于能带结构是否通过一个局域极大值，或局域极小值，亦或是鞍点。在三维的情况下，即使态密度函数的导数是发散的，其本身可以是不发散的。函数 {\displaystyle g(E)} 倾向于有平方根奇点（见右图）。这是由于对于一个自由电子模型中的费米面，我们有
{\displaystyle E=\hbar ^{2}k^{2}/2m} 则 {\displaystyle |{\vec {\nabla }}E|=\hbar ^{2}k/m=\hbar {\sqrt {\frac {2E}{m}}}}.
在二维情况下，态密度在鞍点是对数发散的；在一维情况下，{\displaystyle {\vec {\nabla }}E}等于零处的态密度为无穷大。

## 实验观测
运用费米黄金定则可直接由能带结构计算固体的光学吸收光谱。需要计算的微扰项为偶极子算符 {\displaystyle {\vec {A}}\cdot {\vec {p}}}，其中 {\displaystyle {\vec {A}}} 是磁矢势，{\displaystyle {\vec {p}}} 是动量算符。出现在费米黄金定则的表达式中的态密度叫做复合态密度（joint density of states，JDOS），指被给定的光子能量分离开来的导带与价带中电子态的数量。光学吸收谱即为偶极子算符的矩阵元素（又称振子强度，oscillator strength）与复合态密度的乘积。由此，我们可以分析吸收光谱中与范霍夫奇点相关的现象。
一维或者二维系统中状态密度的发散也许会被认为只是一种数学形式上的发散，但实际上它是在实验上可被观测的可觀察量。高各向异性固体，例如石墨（准二维材料）和Bechgaard盐（准一维材料），在光谱测量中会显现出各种与范霍夫奇点相关的异常现象。范霍夫奇点在理解单层壁碳纳米管（准一维材料）的光学性质时也扮演着重要的角色。石墨烯中的狄拉克点也是一个范霍夫奇点。当石墨烯是电中性时，它可以被直接看作电阻中的一个峰。双层转角石墨烯（twisted bilayer graphene）由于层间的耦合作用，也在态密度中显现出了明显的范霍夫奇点。